# Qatar National Bank Tower
La Qatar National Bank Tower est un gratte-ciel de Doha au Qatar dont la construction est interrompue depuis mai 2010. La tour devrait atteindre 510 mètres de hauteur. Pour le moment, aucune date n'a encore été annoncée quant à une éventuelle reprise des travaux, Sa construction redémarrera le 20 janvier 2021. 